# Detlev van Heest
Detlev Helge Hans (Detlev) van Heest (Amsterdam, 29 oktober 1956) is een Nederlands schrijver. 
Van Heest studeerde geschiedenis en werkte aanvankelijk als correspondent in Japan voor dagblad Trouw. Hij werkte als parkeerwachter in Hilversum; in 2015 was hij parkeerwachter in Noordwijk. In 2010 verschenen zijn eerste twee romans, die gebaseerd zijn op dagboekaantekeningen die hij maakte ten tijde van zijn verblijf in respectievelijk Japan en Nieuw-Zeeland. 